# Царица (пароход)
«Цари́ца» — трёхпалубный парусно-винтовой товаро-пассажирский пароход РОПиТ (Русское общество пароходства и торговли), затем госпитальное судно Российского общества Красного Креста (РОКК) (в некоторых источниках упоминается как госпитальное судно «Царе́вна»). Ранее — товаро-пассажирский пароход Port Augusta британской компании Wm. Milburn & Co. С 1915 года — транспорт Черноморского флота Российской империи «Транспорт № 75».
«Царица» стало первым морским госпитальным судном, которое специально подготовило РОКК для эвакуации пострадавших при боевых действиях. Во время восстания Ихэтуаней «Царица» как госпитальное судно вывозила пострадавших и раненных из Таку во Владивосток и Порт-Артур.

## Строительство
Пароход был построен судостроительной компанией Tyne Iron Shipbuilding Co. на верфи Willington Quay (номер верфи 59) в Ньюкасле. Заказчиком парохода выступила британская судоходная компания William Milburn & Co. Ему было дано название Port Augusta. Пароход заложили в 1885 году. 29 сентября 1886 года пароход спустили на воду и в октябре этого же года сдали заказчику. Регистрационный номер 91971.

## Описание
Судно имело типичную конструкцию для трёхпалубных товаро-пассажирских пароходов того времени. Валовая вместимость — 2883 брт (по другим данным 2875), грузоподъемностью 2320 тонн. Длина корпуса — 347 футов (105,76 м), ширина — 38 футов 1 дюйм (11,8 м), осадка — 19,9 фута (6,06 м). Корпус был собран из морской стали. Установлена вертикальная паровая машина низкого давления тройного расширения типа «T» (Low Walker T3cyl 27, 44 & 74 x 48ins) производства британской Wigham Richardson & Co., номинальной мощностью 379 н. л. с. (2250 л. с.). В качестве движителя использовался один винт фиксированного шага. Скорость полного хода — до 12,5 узлов, экономический ход — 10 узлов. В качестве вспомогательного движителя могли использоваться паруса, размещённые на трёх мачтах. Экипаж составлял 45 человек. В каютах 1-го класса могли разместиться 42 пассажира, 25 — в каютах 2-го класса и 200 в 3-м классе.

## История в Великобритании
Пароход Port Augusta отправился в свой первый рейс 11 декабря 1886 года. Его поставили на линию, связывающую Великобританию и Австралию. Последний рейс был завершён 25 октября 1890 года. С началом навигации 1891 года пароход в эксплуатацию не вводили, так как из-за засухи в Австралии товарооборот сильно просел, и с февраля 1891 года он находился на приколе, пока им не заинтересовались представители российского РОПиТа.

## История в Российской империи
В начале мая 1891 года пароход Port Augusta выкупило Русское общество пароходства и торговли (РОПиТ). После чего его перевели на верфи R & W. Hawthorn Leslie & Co. в Ньюкасле для капитального ремонта. 10 мая пароходу дали новое название «Царица». По прибытии парохода на Чёрное море, портом приписки была определена Одесса.
История службы парохода в РОПиТе практически не сохранилась. Известно, что «Царица» выполняла регулярные и каботажные рейсы из Одессы на Балтику и в европейские порты с 1891 года по, как минимум, 1898 год. 16 июня 1898 года «Царица» отправилась из Одессы в Черноморско-Балтийский рейс, имея на борту разный груз. 17 июня пароход зашёл на рейд Константинополя для пополнения запаса угля, но его сорвало сильным течением и понесло лагом (борт судна) на стоявший очень близко пароход «Медея» компании Австрийский Ллойд (Österreichischer Lloyd). Удар оказался очень сильным, от чего образовалась пробоина в грот-трюме, куда хлынула вода. Чтобы не допустить затопления парохода, командир В. П. Личковахо распорядился пустить его далее по течению к Леопардовой башне и выброситься на песчаную отмель около неё. Во время инцидента команда не пострадала, но была подмочена часть груза, пассажиров на борту не было.

### Ихэтуаньское восстание
В 1900 году пароход «Царица», в связи с событиями в Китае, был зафрахтован в интересах Русского общества Красного Креста (РОКК) для оказания помощи воинам на Дальнем Востоке. Для переоборудования парохода «Царица» в госпитальное судно (ГС) была определена специальная комиссия под председательством главного медицинского инспектора флота В. С. Кудрина, которая и выработала требования к переоборудованию ГС (впоследствии данные требования стали общими для переоборудования последующих судов). Плавучий госпиталь был оснащён самым современным по тем временам оборудованием. На нём были организованы: 12 мест для лечения офицеров и 180 мест для лечения младших чинов в трёх общих палатах, причём палата № 2 имела оборудованный перевязочный пункт и отдельный микроскоп. На ГС также были организованы: операционная, аптекарский пункт, общая столовая для больных, комнаты отдыха и каюты проживания для медицинского персонала, технические помещения. Во всех помещениях имелось как керосиновое, так и электрическое освещение. Судно окрасили по всем нормам Красного Креста в соответствии с Гаагской конвенцией (1899) в белый цвет: надводный борт, дымовую трубу, вентиляционные трубы, шлюпки со шлюпбалками и кильблоками, мачты с грузовыми стрелами; красным цветом были нанесены знаки Красного креста на борт и дымовую трубу, корпус ниже ватерлинии также был красного цвета. Старшим (главным) врачом плавучего госпиталя «Царица» назначили И. Х. Дзирне. Отряд сестёр и братьев милосердия, в который вошли волонтёры из Москвы, Одессы, Кронштадта и Чернигова, именовался имени императрицы Марии Фёдоровны.
Отправка на Дальний Восток России персонала, медицинского оборудования, медикаментов и прочего медснаряжения шла с середины июня до середины августа 1900 года. «Царица» вышла из Одессы в Печилийский залив 26 августа под командованием В. П. Личковахо, тем самым став первым морским госпитальным судном, которое было специально подготовлено силами РОКК. Торжественные проводы прошли при участии принцессы Евгении Максимилиановны Ольденбургской. Переход закончился в Порт-Артуре 14 октября 1900 года. Для эвакуации раненных и больных во Владивосток были организованы на маршруте 4 «питательных пункта», также, в общей сложности, открыто 15 госпиталей в районе Печилийского залива, в том числе при участии санитарных отрядов РОКК с ГС «Царица». Всего из Порт-Артура и Таку во Владивосток, по линии эвакуации больных, «Царица» совершила 6 рейсов туда и обратно, эвакуировав около 800 раненых (в других источниках — более 700). Как госпиталь судно «Царица» действовало в Печели до 19 марта 1901 года, 20 марта судно вышло в Одессу. 10 мая 1901 года в Одессе ГС «Царица» встречала торжественная процессия во главе которой был член исполнительной комиссии РОКК штабс-капитан Лебедев. С Дальнего Востока вернулись 3 врача, 85 сестёр милосердия, 29 братьев, 17 военных с травмами, архимандрит Михей, уполномоченная РОКК вдова бывшего виленского генерал-губернатора княжна Н. И. Оржевская и помощник уполномоченного РОКК капитан 2-го ранга К. В. Мордвинов.
- помощник уполномоченного РОКК К. В. Мордвинов
- старший врач И. Х. Дзирне
- младший врач В. П. Ивакин
- младший врач А. А. Косминский
- заведующий аптекой провизор В. П. Краузе
- старшая сестра П. Т. Ракицкая
- сестра милосердия В. М. Дмитрусенко
- сестра милосердия Е. Ф. Пискунова
- сестра милосердия А. М. Кукорекина
- сестра милосердия Е. А. Уварова
- сестра милосердия Е. Ф. Нитченко
- старший санитар К. О. Пайонк
- С. И. Зверев
- К. В. Суворов
- Ю. Л. Томильчик
- Н. С. Сергеев
- В. И. Кудрышев
- И. Ф. Федоров
- А. А. Иванов
- Е. Ф. Пискунова
- заведующая складом К. Г. Дзирне
- настоятель Волоколамского Иосифа монастыря архимандрит Михей
- отец Мелетий
- кандидат богословия, исполняющий дела псаломщика И. И. Скрябин

### Первая мировая война
25 февраля 1915 года пароход «Царица» был мобилизован в Черноморский флот Российской империи и использовался как транспорт под названием «Транспорт № 75» (Т75). Утром 19 октября (по другим данным 6 сентября) 1916 года, когда Т75 приближался к Констанце с 880 тонн груза из Одессы, торпедирован северо-восточнее этого порта подводной лодкой UB-42. После попадания первой торпеды в борт, Т75 остался на плаву. Подоспевшие тральщики и миноносцы из Констанцы попытались отбуксировать его, но после попадания второй торпеды, выпущенной с дистанции 250 метров, он критично осел после чего затонул к северо-востоку от мыса Мидия. Все находившиеся на борту были спасены. В настоящее время лежащий на дне остов обозначен на морских как «подводное препятствие с возвышением над грунтом на 4 м» (44°31′ с. ш. 29°16′ в. д.).